# Jarosław Choma
Jarosław Bohdanowycz Choma, ukr. Ярослав Богданович Хома (ur. 17 lutego 1974 we wsi Kołbajowice, w obwodzie lwowskim, Ukraińska SRR) – ukraiński piłkarz, grający na pozycji pomocnika, reprezentant Ukrainy.

## Kariera piłkarska

### Kariera klubowa
W 1995 rozpoczął karierę piłkarską w klubie Wołyń Łuck, skąd w następnym roku przeszedł do Podillia Chmielnicki. W 1999 został piłkarzem Karpat Lwów. Następnie bronił barw Szachtara Donieck, po czym powrócił do Karpat. W 2003 został zdyskwalifikowany na siedem miesięcy, kiedy to test dopingowy dał pozytywny wynik. Po występach w Metałurhu Zaporoże ponownie został piłkarzem Wołyni. W 2006 przeniósł się do Krywbasa Krzywy Róg, w którym zakończył karierę piłkarską.

### Kariera reprezentacyjna
14 lutego 2001 zadebiutował w narodowej reprezentacji Ukrainy w zremisowanym 0:0 spotkaniu towarzyskim z Gruzją.

## Sukcesy i odznaczenia

### Sukcesy klubowe
- wicemistrz Ukrainy: 2001